# Armoiries du Nouveau-Brunswick
Les armoiries du Nouveau-Brunswick furent octroyées par décret royal de la reine Victoria le 26 mai 1868.

## Histoire

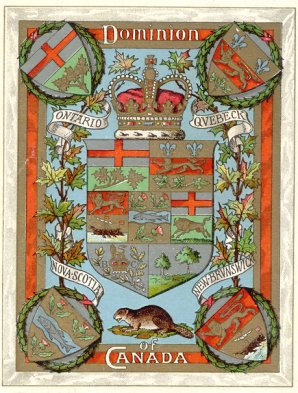
Carte postale des armoiries du Canada, 1905.

Sur l'écu on trouve un lymphad écossais, un ancien navire à un mat propulsé par des rames. Lorsque la Reine Victoria donne ces armoiries à la province le 26 mai 1868 la construction navale et la navigation sont les deux secteurs économiques principaux du Nouveau-Brunswick.
Le lion représente la région de Brunswick située dans le Land de Basse-Saxe,  qui a donné son nom à la nouvelle province canadienne en 1784.

## Description
Elles sont composées d'un lion d'or sur un champ de gueules dans sa partie supérieure et d'une galère antique naviguant sur les vagues dans la partie inférieure avec la devise : « Spem Reduxit » (Espérance restaurée). Le lion symbolise l'Angleterre mais aussi le duché de Brunswick-Lunebourg, ancienne possession britannique en territoire allemand.  La devise fait référence au fait que la province servit de refuge aux citoyens loyaux à l'Angleterre après la Déclaration d'indépendance des États-Unis d'Amérique.
Lors de la cérémonie commémorant le bicentenaire de la province le 25 septembre 1984, la reine du Canada Élisabeth II autorisa l'ajout d'une crête, de deux cerfs de Virginie assujettis et un compartiment inférieur au blason original. Les deux cerfs arborent les écus de la France et de l'Angleterre, faisant référence à leur double origine. 
Sur le socle poussent des violettes cucullées, emblème floral de la province, avec des crosses de fougères.
La crête prend la forme d'un saumon, qui est une ressource de la province. Le saumon saute d'une couronne constituée de feuilles d'érable et est surmontée de la couronne , symboles d'une monarchie constitutionnelle.